# Max Horttanainen
Max Love Sebastian Horttanainen, född 8 november 1996 i Göteborg, är en svensk ordförande, ungdomsledare och entreprenör inom civilsamhället med särskilt fokus på orgnisationsutveckling, processledning och digitala verkligheter. Horttanainen var mellan 2018 och 2020 förbundsordförande i Svenska e-sportförbundet, mellan 2019 och 2020 vice ordförande i Sverok. Horttanainen var 2021 till 2023 ordförande i Sverok. Horttanainen är tidigare ordförande i Sverok Väst. 
Han driver konsultföretaget Rainy Lab där han utvecklar och stödjer organisationers digitala strategier. Genom Rainy Lab har han genomfört uppdrag åt bland annat Bokmässan, Skövde kommun och Lärarförbundet. Horttanainen är en del av styrelsepost.se och Koncentria, där han arbetar med processledning och idéutveckling som rör digitala verkligheter, samt årsmötesstöd.
Horttanainen är enligt webbplatsen makthavare.se en av de 100 främsta unga makthavarna som har synts och hörts under 2020. Han var även en av slutkandidaterna för Stipendiet Kompassrosen 2019 som årligen delas ut av Konungens Stiftelse Ungt Ledarskap. Horttanainen är huvudman i Stiftelsen Konung Gustaf V:s 90-årsfond, som årligen delar ut ekonomiskt stöd för verksamhet som syftar till att stödja, stärka och utveckla ideell ungdomsverksamhet
Horttanainen är föredragshållare och paneldeltagare inom områden som e-sport, jämställdhet och mångfald. Han har arrangerat ett flertal LAN och andra evenemang med fokus på dessa frågor.